# Le Signe de Zorro (film, 1920)
Pour les articles homonymes, voir Le Signe de Zorro.
Pour plus de détails, voir Fiche technique et Distribution.

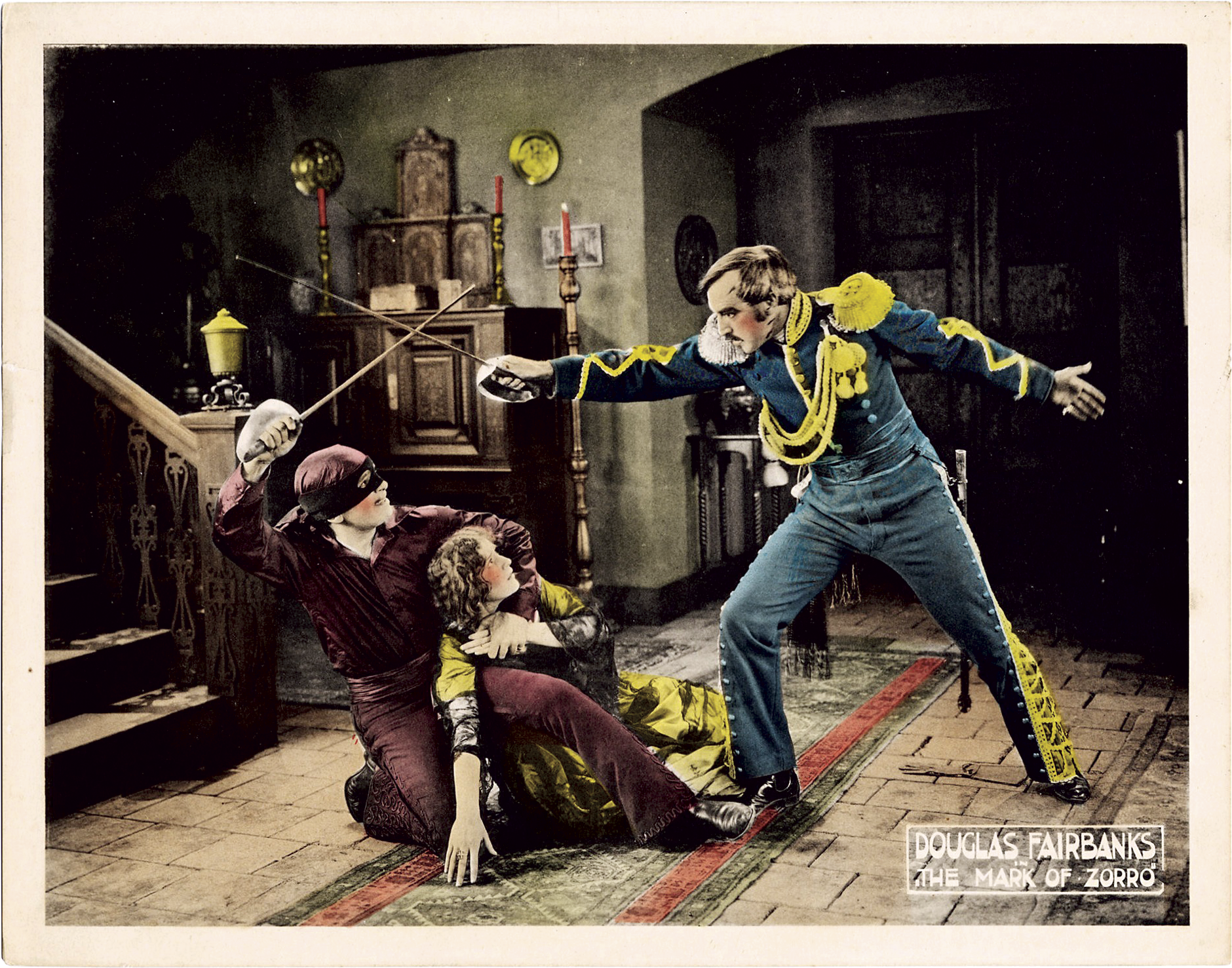
Douglas Fairbanks et Marguerite De La Motte.

Le Signe de Zorro (The Mark of Zorro) est un film américain muet de cape et d'épée réalisé par Fred Niblo, sorti en 1920.
Le film est sélectionné en 2015 par le National Film Registry pour être conservé à la Bibliothèque du Congrès des États-Unis « en raison de son importance culturelle, historique ou esthétique ».
En 1925, Douglas Fairbanks produit une suite au film : Don X, fils de Zorro.

## Présentation
Il s'agit de la toute première des nombreuses adaptations au cinéma des aventures de Zorro, personnage créé en 1919 par Johnston McCulley dans l'histoire Le Fléau de Capistrano. Écrit, produit et joué par Douglas Fairbanks, grande star de l'époque, le film est un tel succès commercial que le roman sera désormais réédité sous le même titre que le film.

## Synopsis
Dans une vieille ville de Californie espagnole, au XIXe siècle, un cavalier du nom de Zorro se bat contre le gouverneur pour défendre les pauvres et les opprimés. Zorro apparaît rapidement comme l'éclair avec un certain humour. Il sort toujours vainqueur de ses combats avec ses adversaires et laisse sa marque : un « Z » signé à la pointe de l'épée.

## Fiche technique
- Titre français : Le Signe de Zorro
- Titre original : The Mark of Zorro
- Réalisation : Fred Niblo
- Scénario : Elton Thomas (Douglas Fairbanks), d'après le roman de Johnston McCulley
- Directeur de la photographie : William McGann et Harry Thorpe
- Montage : William Nolan
- Musique : Mortimer Wilson
- Production : Douglas Fairbanks
- Société(s) de production : Douglas Fairbanks Pictures Corporation
- Société de distribution : United Artists
- Pays d’origine :  États-Unis
- Format : Noir et blanc - 35 mm - 1,33:1 - film muet
- Genre : Film de cape et d'épée
- Durée :
  - 107 minutes[2]
  - 90 minutes
- Dates de sortie :
  - États-Unis : 27 novembre 1920 (New York City)
  - France : 20 janvier 1922

## Distribution
- Douglas Fairbanks : Don Diego de la Vega / Zorro
- Noah Beery : Le sergent Pedro
- Charles Hill Mailes : Don Carlos Pulido
- Claire McDowell : Doña Catalina Pulido
- Marguerite De La Motte : Lolita
- Robert McKim : Le capitaine Juan Ramon
- George Periolat : Le gouverneur Alvarado
- Walt Whitman : Fra Felipe
- Sydney De Grey : Don Alejandro Pulido
- Tote Du Crow[3] : Bernardo, le serviteur muet de Zorro
- Charles Stevens : Un peon

## Version française
- Commentaire dit par : Maurice Ronet
- Musique (additionnelle lors de la réédition française) : Philippe Arthuys

## Production

### Tournage
Le tournage des scènes extérieures a été réalisé dans la Vallée de San Fernando en Californie.